# Лилла-Карлсё
Лилла-Карлсё (швед. Lilla Karlsö) – шведский остров, расположенный в 3 км к западу от Готланда. Административно относится к Готландской коммуне Готландского лена.

## География

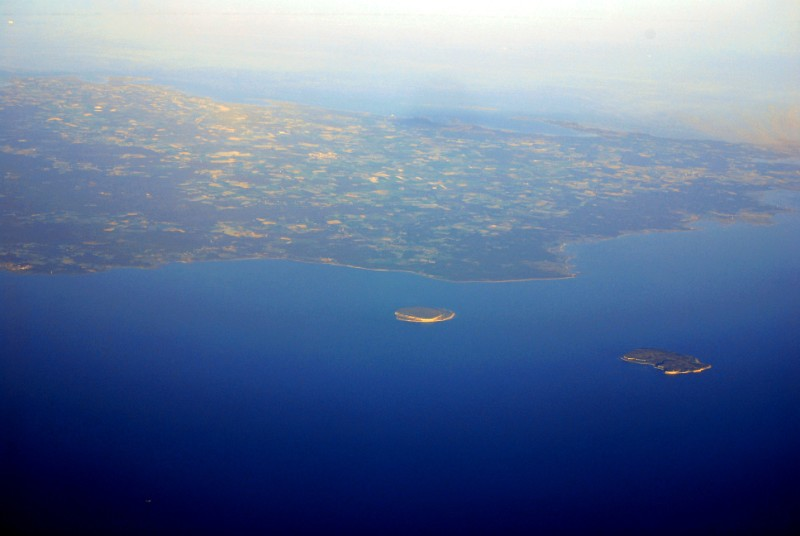
Лилла-Карлсё с высоты птичего полёта (в центре)

Остров имеет почти круглую форму и представляет собой известняковое плато площадью 1,6 км². С 1964 года объявлен заповедником.

## Флора
На острове произрастает 320 видов сосудистых растений, в том числе листовик сколопендровый. Лилла-Карлсё и соседний остров Стура-Карлсё – единственное место в Скандинавии, где растёт латук дубравный.

## Фауна
На острове гнездится большое количество тонкоклювых кайр (1200 пар) и гагарок (300 пар). Здесь также встречается множество мелких птиц, среди которых зелёная пересмешка, чечевица, ястребиная славка и малая мухоловка.
В сказачной повести Сельмы Лагерлёф "Удивительное путешествие Нильса Хольгерссона с дикими гусями по Швеции", задуманной как пособие для детей по географии, баран, живущий на Лилла-Карлсё, рассказывая о нём гусям, говорит, что живут на острове "одни лишь овцы да морские птицы".

## История
На острове, вероятно, никогда не было человеческих поселений, но он использовался во время сезонов рыбной ловли и охоты на тюленей, а также для того, чтобы пасти овец. На Лилла-Карлсё имеется несколько захоронений, относящихся к различным эпохам начиная от бронзового века и заканчивая средневековьем. В ходе произведённых археологических раскопок на острове были обнаружены черепки керамики каменного века, наконечники средневековых стрел и оловянная кружка XV века с потерпевшего кораблекрушение судна "Русенкранс", который входил в состав флота Эрика Померанского.
Летом 1741 года остров посетил Карл Линней и сделал несколько ботанических находок.